# Ghostorm
Ghostorm war eine litauische Technical-Death-Metal-Band aus Vilnius, die im Jahr 1992 gegründet wurde und sich ca. 1997 auflöste.

## Geschichte
Die Band wurde im Oktober 1992 gegründet. Im Jahr 1994 erschien unter dem Namen The End of All Songs ein erstes Demo. Der Tonträger enthielt Aufnahmen aus dem Juni 1993, bei denen die Band aus dem Gitarristen Sarunas „Omenas“ Tamulaitis, dem Schlagzeuger Meinardas „Brazas“ Brazaitis, dem Sänger Laurynas Sadauskas und dem Bassisten Liudas Remeika bestand. Die letzten drei Mitglieder waren zuvor bereits in der Band Dissection tätig, die nicht mit der gleichnamigen schwedischen Band zu verwechseln ist. Auch enthielt es Aufnahmen vom Oktober, bei denen die Band neben Tamulaitis und Brazaitis aus dem Sänger Marius Berenis, dem Bassisten Andrius Daugirdas und dem Gitarristen Rytis Tankevicius bestand. Etwas später nahm die Gruppe zwei weitere Lieder für einen Sampler auf. 1995 erschien über Black Mark Production das Debütalbum Frozen in Fire, das im schwedischen Unisound Studio unter der Leitung von Dan Swanö aufgenommen worden war. Durch Swanö hatte die Band zudem auch den Vertrag bei Black Mark Production erreicht. Auf dem Album ist Rytis „Taraila“ Tankevicius als zweiter Gitarrist und Smarve, der Brazaitis als Schlagzeuger ersetzt hatte, zu hören. Mittlerweile war es der Band zudem auch möglich, Auftritte zusammen mit Anathema und Solstice vor etwa 1.200 Leuten in Litauen abzuhalten. 1997 erschien das zweite Album Black Box, worauf Linas Buda als neuer Schlagzeuger zu hören ist und das erneut von Swanö produziert wurde. Bei den Aufnahmen hatte Tamulaitis zusätzlich den Gesang übernommen, da Marius Berenis kurz nach den Aufnahmen von Frozen in Fire die Band verlassen hatte. Mittlerweile hat sich die Band aufgelöst.

## Stil
Laut The Ultimate Hard Rock Guide Vol I – Europe spielt die Band Technical Death Metal im Stil von Atheist. Laut Martin Popoff in seinem Buch The Collector’s Guide of Heavy Metal Volume 3: The Nineties spielt die Band routinierten Death Metal mit einem Schlagzeugspiel, das kompliziert und verdreht sei, was ihn an Meshuggah erinnerte. Der Gesang sei guttural, wobei das Englisch extrem schlecht sei. Außerdem fühlte er sich bei den Liedern an Entombed und Gorefest erinnert. Frank Albrecht vom Rock Hard gab an, dass die Texte dafür, dass Englisch zu der damaligen Zeit kaum in einer litauischen Schule unterrichtet worden sein dürfte, ganz passabel klingen. Im Interview mit Albrecht erklärte Sarunas Tamulaitis, dass er die Texte zuerst in seiner Muttersprache aufschreibt, ehe sie im Anschluss vom Manager, der Englisch studiert habe, übersetzt werden würden. Laut Björn Friedetzky vom Metal Hammer gibt es auf Black Box Death Metal mit „[t]onnenschweren Grooves statt Doublebass-Gewitter“. Außerdem gebe es „akurate Rhythmen, harte Gitarrenwände, die Raum haben zu schwingen und Melodien, die an Eingängigkeit kaum zu überbieten sind“.

## Diskografie
- 1994: The End of All Songs (Demo, Eigenveröffentlichung)
- 1995: Frozen in Fire (Album, Black Mark Production)
- 1997: Black Box (Album, Pargan Music)